# Kaiser Ka 1

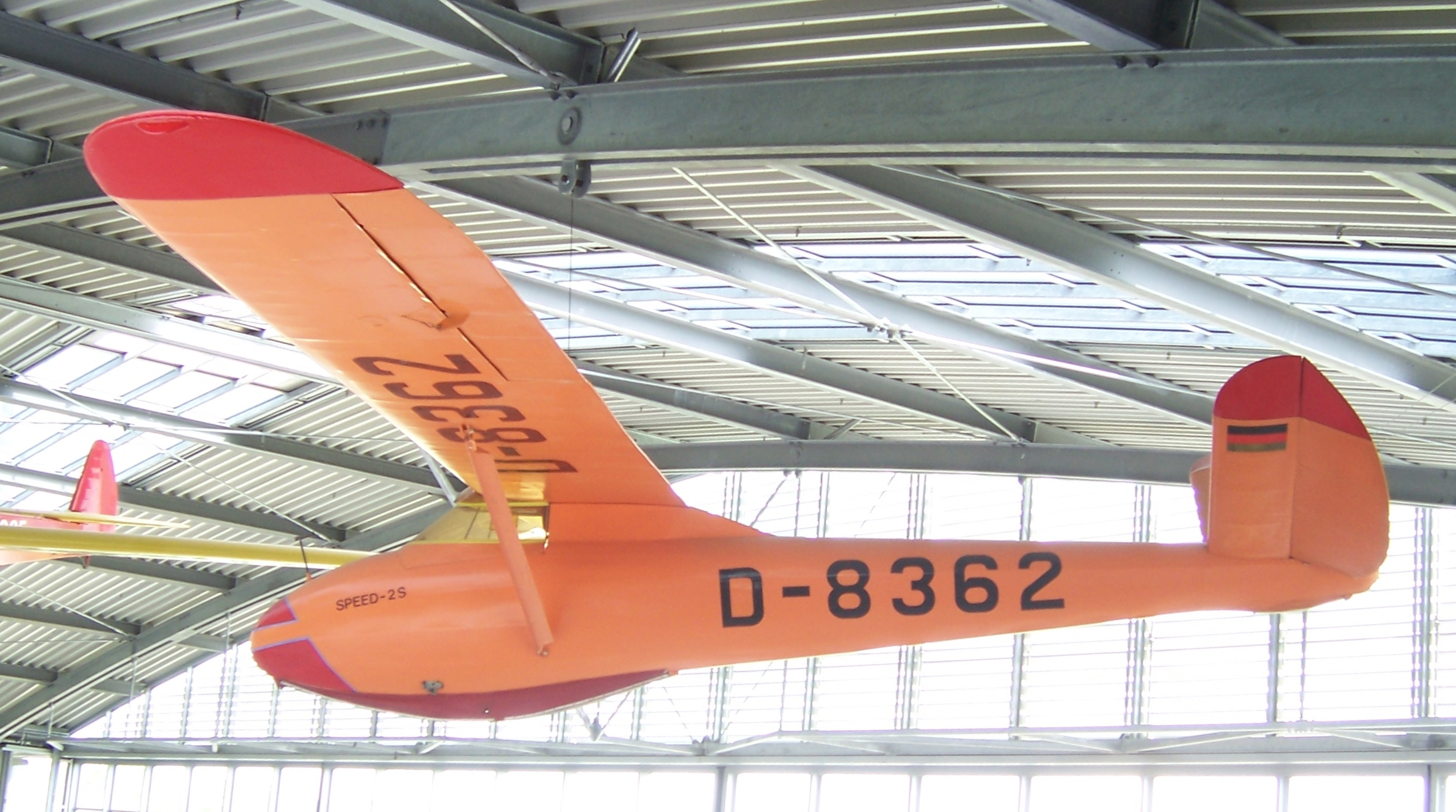
Un Kaiser Ka 1 au Deutsches Museum Flugwerft Schleissheim à Oberschleißheim.

Le Kaiser Ka 1 est un planeur monoplace allemand dessiné par Rudolf Kaiser, qui dessinera les premiers planeurs produits en grande série par la firme Alexander Schleicher GmbH & Co après la Seconde Guerre mondiale.

## Versions
- Kaiser Ka 1 Rhönlaus : C’est en autodidacte que Rudolf Kaiser réalisa dans la grange familiale son premier planeur entre 1949 et 1951. C’était un monoplan monoplace à aile haute contreventée réalisé en bois avec revêtement entoilé de 10 m d’envergure et un empennage papillon. Le Ka 1 prit l’air à Pâques 1952, piloté par son concepteur. Quelques exemplaires furent construits par la firme Erwin Köhler et 10 par des constructeurs amateurs. 8 exemplaires complets existent encore : 3 dans des musées allemands, 2 (D-7168 et D-8899) volent toujours en Allemagne et 2 autres (N1484D et N141KA) aux États-Unis. Le dernier (D-7168) est en cours[Quand ?] de restauration.
- Kaiser Ka 3 : Évolution du Ka 1, voilure et empennages de celui-ci étant associés à un nouveau fuselage à structure métallique entoilée. Le prototype prit l’air en 1953 et 20 exemplaires furent construits, dont 4 volent encore aujourd’hui.